# Jorge Liberato Urosa Savino
Jorge Liberato Urosa Savino (Caracas, 28 de agosto de 1942 – Caracas, 23 de setembro de 2021) foi um cardeal venezuelano, arcebispo emérito de Caracas.

## Biografia
Estudou no Colégio "De La Salle", Tienda Honda, em Caracas (humanidades), no Seminário Interdiocesano de Caracas (filosofia), no Seminário de Santo Agostinho, em Toronto, 1962-1965 (teologia). Depois, entrou na Pontifícia Universidade Gregoriana de Roma, 1965-1971 (doutorado em teologia dogmática); enquanto em Roma, residiu no Pontifício Colégio Pio Latino-americano.
Foi ordenado padre em 15 de agosto de 1967 em Caracas por José Humberto Quintero Parra, arcebispo de Caracas. Foi professor e Reitor do Seminário San José de Caracas. Reitor do Seminário Interdiocesano "Santa Rosa de Lima", também em Caracas. Ainda, foi vigário-geral da Arquidiocese de Caracas.
Eleito bispo-auxiliar de Caracas em 6 de julho de 1982 pelo Papa João Paulo II, foi consagrado bispo-titular de Vegesela na Bizacena em 22 de setembro, na Catedral de Caracas, por José Alí Lebrún Moratinos, arcebispo de Caracas, coadjuvado por Domingo Roa Pérez, arcebispo de Maracaibo e por Miguel Antonio Salas Salas, arcebispo de Mérida. Foi promovido a arcebispo metropolitano de Valência na Venezuela em 16 de março de 1990. Em 19 de setembro de 2005, foi transferido para a Sé Metropolitana de Caracas. Sofreu forte resistência por parte do presidente venezuelano Hugo Chávez, "devido às declarações publicadas em 26 de outubro de 1998, criticando a violência verbal que ele (Chávez) usou na campanha eleitoral. E por ter também me oposto à convocação da Assembleia Constituinte".
Em 22 de fevereiro de 2006, foi anunciada a sua criação como cardeal pelo Papa Bento XVI, no Consistório de 24 de março, em que recebeu o barrete vermelho e o título de cardeal-presbítero de Santa Maria no Monte. Foi nomeado membro do Conselho de Cardeais para o Estudo de Problemas Econômicos e Organizacionais da Santa Sé em 9 de maio de 2009.
Em 9 de julho de 2018, o Papa Francisco aceitou sua renúncia ao governo pastoral da Arquidiocese de Caracas.
Foi membro da Congregação para o Clero.
Savino morreu em 23 de setembro de 2021 em um hospital de Caracas, aos 79 anos de idade, devido à COVID-19.

## Conclaves
- Conclave de 2013 - participou da eleição de Jorge Mario Bergoglio como Papa Francisco.